# Liste der Biografien/Dri
Liste der Biografien |
Portal Biografien |
Personensuche
# |
A |
B |
C |
D |
E |
F |
G |
H |
I |
J |
K |
L |
M |
N |
O |
P |
Q |
R |
S |
T |
U |
V |
W |
X |
Y |
Z |
?
 
Da |
Db |
Dc |
Dd |
De |
Dg |
Dh |
Di |
Dj |
Dk |
Dl |
Dm |
Dn |
Do |
Dq |
Dr |
Ds |
Du |
Dv |
Dw |
Dy |
Dz
 
Dra |
Drb |
Drc |
Drd |
Dre |
Drg |
Dri |
Drj |
Drk |
Drl |
Drm |
Drn |
Dro |
Drp |
Drs |
Drt |
Dru |
Drv |
Dry |
Drz
Die Liste der Biografien führt alle Personen auf, die in der deutschsprachigen Wikipedia einen Artikel haben. Dieses ist eine Teilliste mit 225 Einträgen von Personen, deren Namen mit den Buchstaben „Dri“ beginnt.

## Dri
- Dri, Luis Pascual (1927–2025), argentinischer römisch-katholischer Ordensgeistlicher

### Dria
- Driano, Susanna (* 1957), italienische Eiskunstläuferin
- Driant, Émile (1855–1916), französischer Offizier und nationalistischer Politiker

### Drib
- Driben, Peter (1902–1968), US-amerikanischer Pin-Up- und Werbe-Zeichner
- Driberg, Jack Herbert (1888–1946), britischer Anthropologe
- Driberg, Tom (1905–1976), britischer Journalist und Politiker, Mitglied des House of Commons

### Dric
- Drici, Barkahoum (* 1989), algerische Langstreckenläuferin
- Drickamer, Harry George (1918–2002), US-amerikanischer Chemiker

### Drid
- Dridi, Adel († 2025), tunesischer Geschäftsmann (Betrüger)
- Dridi, Hammadi (* 1943), tunesischer Radrennfahrer

### Drie
- Drieberg, Friedrich Johann von (1780–1856), deutscher Komponist und Schriftsteller
- Driedger, Chris (* 1994), kanadischer Eishockeytorwart
- Driedger, Leo (1928–2020), kanadischer Soziologe
- Driedger, Myrna (* 1952), kanadische Politikerin (Manitoba)
- Driedo, Johannes († 1535), belgischer Theologe
- Driefert, Klaus (* 1938), deutscher Motorbootrennfahrer
- Driehaus, Hans-Joachim (* 1940), deutscher Richter am Bundesverwaltungsgericht
- Driehaus, Jürgen (1927–1986), deutscher Prähistoriker
- Driehaus, Richard (1942–2021), amerikanischer Unternehmer und Philanthrop
- Driehaus, Steve (* 1966), US-amerikanischer Politiker der Demokratischen Partei
- Driel, Dorothé van (1957–2006), niederländische Bildhauerin und Glaskünstlerin
- Driel, Emi van (* 2000), niederländische BeachvolleyballspielerinEmi van Driel (* 2000)

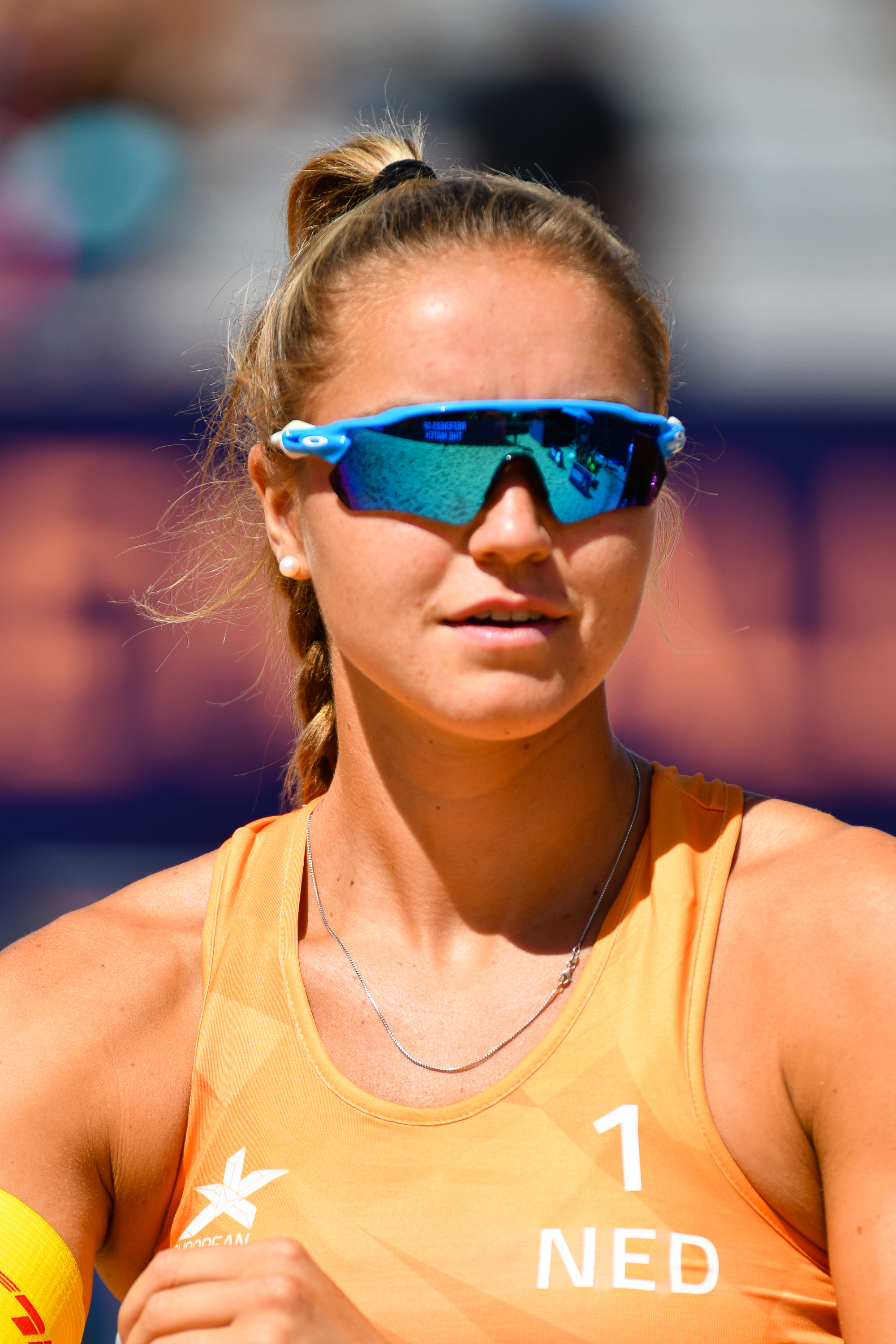
Emi van Driel (* 2000)

- Driel, Mexime van (* 1998), niederländische Beachvolleyballspielerin
- Driel, Toon van (* 1945), niederländischer Comiczeichner
- Driel-Murray, Carol van (* 1950), britische Provinzialrömische Archäologin
- Drieling, Ilse (1909–1994), deutsche Leichtathletin
- Drieling, Rose (1909–1991), deutsche Leichtathletin
- Driem, George van (* 1957), niederländischer Linguist
- Drieman, Gerard (1915–1980), niederländischer Komponist Neuer Musik
- Driemel, Alfred (1907–1947), deutscher Nationalsozialist und SS-Obersturmführer in Konzentrationslagern
- Driemer, Johann (* 1943), österreichischer Gewerkschafter und Politiker (SPÖ), Landtagsabgeordneter
- Driendl, Andreas (* 1986), deutscher Eishockeyspieler
- Driendl, Thomas Georg (1849–1916), deutsch-brasilianischer Maler, Architekt, Innenarchitekt und Restaurator
- Drienko, Norbert (1930–1985), österreichischer Maler und Grafiker
- Dries, Annika (* 1992), US-amerikanische Wasserballspielerin
- Dries, Christian (* 1976), deutscher Soziologe
- Dries, Friedel (1928–1991), deutscher Sachbuchautor
- Dries, Jochen (* 1947), deutscher Fußballspieler und -trainer
- Dries, Joseph (* 1942), belgischer Radrennfahrer
- Dries, Lou van den (* 1951), niederländischer mathematischer Logiker
- Dries, Marcel (1929–2011), belgischer Fußballspieler
- Dries, Sheldon (* 1994), US-amerikanischer Eishockeyspieler
- Driesch, Angela von den (1934–2012), deutsche Archäozoologin, Hochschullehrerin und Autorin
- Driesch, Christoph von den (* 1973), deutscher Politiker (CDU)
- Driesch, Erich von den (* 1878), deutscher Bildhauer
- Driesch, Hans (1867–1941), deutscher Biologe und PhilosophHans Driesch (1867–1941)

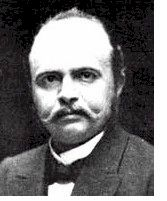
Hans Driesch (1867–1941)

- Driesch, Johannes (1901–1930), deutscher Maler, Grafiker, Keramiker und Bucheinbandgestalter
- Driesch, Johannes von den († 1616), deutscher Jurist und Hochschullehrer
- Driesch, Johannes von den (1880–1967), deutscher Gymnasiallehrer, Ministerialbeamter und Hochschullehrer
- Driesch, Margarete (1874–1946), deutsche Schriftstellerin
- Driesch, Michael W. (* 1963), deutscher Filmemacher und Unternehmer
- Driesch, Walter von den (* 1955), deutscher Diplomat
- Driesch-Foucar, Lydia (1895–1980), deutsche Künstlerin
- Driescher, Fritz (1886–1951), deutscher Elektrotechniker
- Driescher, Fritz junior (1910–1986), deutscher Elektroingenieur und Unternehmer
- Drieschner, Lena (* 1983), deutsche Schauspielerin
- Drieschner, Michael (* 1939), deutscher Physiker
- Drieselmann, Jörg (* 1955), deutscher Bürgerrechtlicher der DDR
- Driesemann, Karl Friedrich Wilhelm (1837–1898), deutscher Architekt und Baubeamter
- Driesen, Christiane, französische Gerichtsdolmetscherin und juristische Übersetzerin
- Driesen, Friedrich Wilhelm von (1781–1851), russischer General der Infanterie
- Driesen, Georg Wilhelm von (1700–1758), preußischer Generalleutnant und Amtshauptmann von Osterrode
- Driesen, Oliver (* 1966), deutscher Wirtschaftsjournalist, Autor und Blogger
- Driesen, Otto (* 1875), deutscher Pädagoge und Direktor des Philanthropin in Frankfurt am Main
- Driesen, Steffen (* 1981), deutscher Schwimmer
- Driesen, Timothy (* 1984), australischer Hammerwerfer
- Driesenthal, Albrecht Immanuel (1724–1781), deutscher evangelischer Theologe
- Driesler, Franz Wilhelm (1854–1910), deutscher Kunstmaler
- Drieß, Matthias (* 1961), deutscher Chemiker
- Driessen Gruber, Primavera (* 1951), niederländisch-österreichische Juristin und Kulturmanagerin
- Driessen, Bob (* 1947), niederländischer Saxophonist (Altsaxophon, Baritonsaxophon, Klarinette)
- Driessen, Christoph (* 1967), deutscher Journalist und Historiker
- Driessen, Ellert (* 1958), niederländischer Singer-Songwriter
- Driessen, Hein (1932–2025), deutscher MalerHein Driessen (1932–2025)

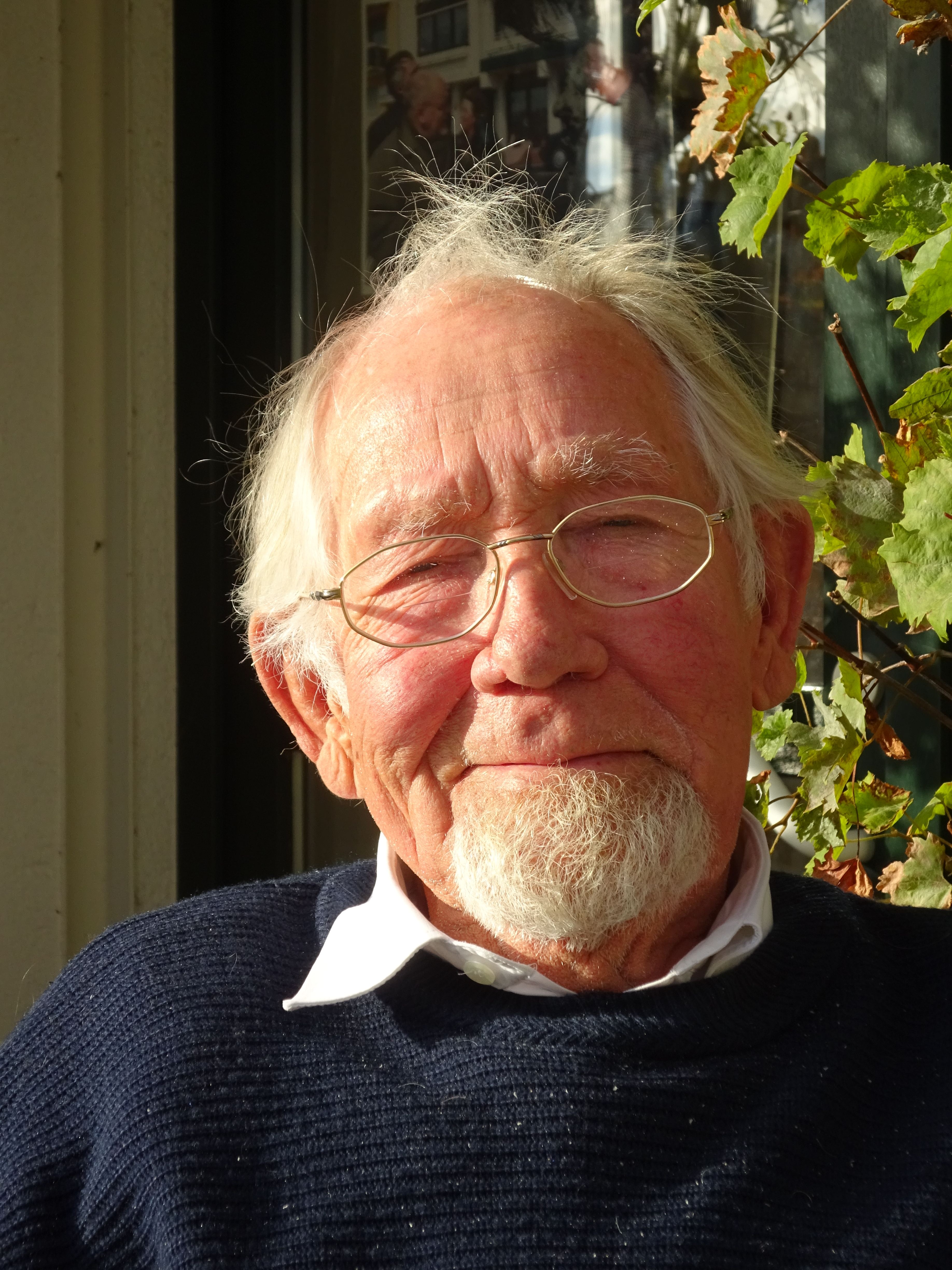
Hein Driessen (1932–2025)

- Drießen, Helene (1876–1938), deutsche Politikerin (Zentrum), MdR
- Driessen, Jan Constantijn (1790–1824), niederländischer Chemiker und Mediziner
- Driessen, Jürgen (* 1967), deutscher DJ und Musikproduzent
- Driessen, Paul (* 1940), niederländischer Animator und Illustrator
- Driessen, Peter van (1753–1828), niederländischer Chemiker
- Drießen-Hölscher, Birgit (1964–2004), deutsche Chemikerin
- Driessens, Guillaume (1912–2006), belgischer Radrennfahrer
- Driessler, Johannes (1921–1998), deutscher Komponist
- Driest, Burkhard (1939–2020), deutscher Autor, Schauspieler, Regisseur und Produzent
- Driest, Johanna (* 1990), deutsche Autorin
- Drieu la Rochelle, Pierre (1893–1945), französischer SchriftstellerPierre Drieu la Rochelle (1893–1945)

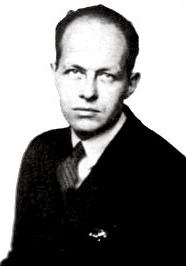
Pierre Drieu la Rochelle (1893–1945)

- Driever, Hans (1919–1994), deutscher Bildhauer und surrealistischer Maler
- Driever, Martin (* 1969), deutscher American-Football-Spieler
- Driever, Wolfgang (* 1960), deutscher Biologe und Hochschullehrer

### Drif
- Drífa Harðardóttir (* 1977), isländische Badmintonspielerin
- Drífa Viðar (1920–1971), isländische Schriftstellerin
- Driffill, Craig (* 1989), britischer Biathlet
- Drift, Chris van der (* 1986), neuseeländisch-niederländischer Rennfahrer
- Driftin’ Slim (1919–1977), US-amerikanischer Bluessänger, -gitarrist und -mundharmonikaspieler
- Driftmann, Hans Heinrich (1948–2016), deutscher Offizier und UnternehmerHans Heinrich Driftmann (1948–2016)

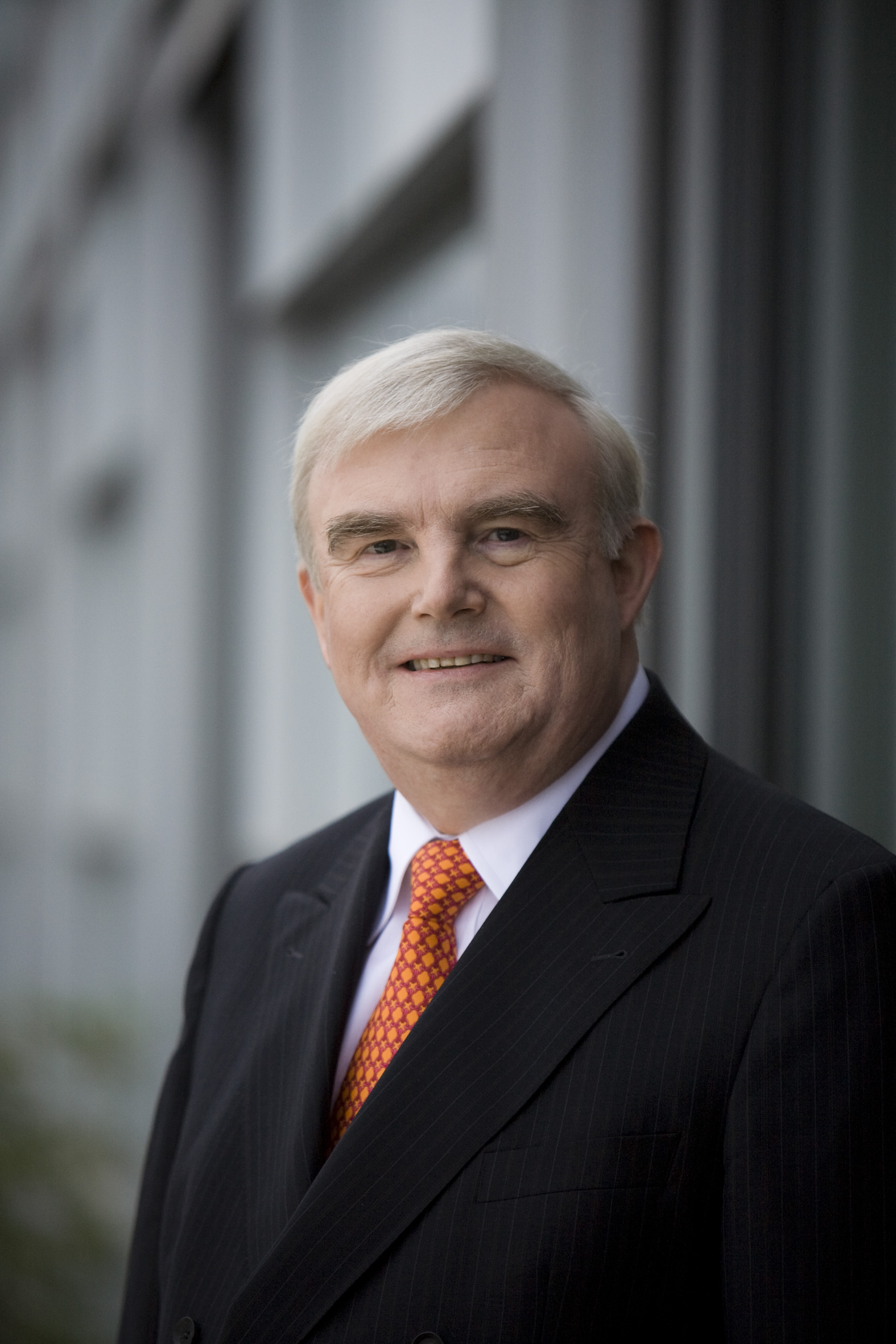
Hans Heinrich Driftmann (1948–2016)

### Drig
- Drigalski, Bernhard von (1823–1890), preußischer General der Kavallerie
- Drigalski, Catharina von (* 2000), deutsche Fußballspielerin
- Drigalski, Dörte von (* 1942), deutsche Ärztin, Kinderärztin
- Drigalski, Karl August Alexander von (1779–1840), preußischer Generalmajor und Kommandeur der 10. Landwehr-Brigade
- Drigalski, Otto von (1788–1860), preußischer Generalleutnant, Kommandeur der 14. Division
- Drigalski, Wilhelm von (1871–1950), deutscher Bakteriologe
- Drigalski, Wolfgang von (1907–1943), deutscher Internist und Hochschullehrer in Halle
- Driggs, Edmund H. (1865–1946), US-amerikanischer Politiker
- Driggs, Elsie (1898–1992), amerikanische Malerin
- Driggs, Frank (1930–2011), US-amerikanischer Jazz-Historiker und Musikproduzent
- Driggs, John F. (1813–1877), US-amerikanischer Politiker
- Drigny, Émile-Georges (1883–1957), französischer Wasserballspieler, Sportfunktionär und Journalist
- Drigo, Riccardo (1846–1930), italienischer Dirigent und Komponist

### Drij
- Drijenčić, Mladen (* 1965), bosnisch-herzegowinischer Basketballtrainer
- Drijenčić, Robert (* 1996), deutscher Basketballspieler
- Drijkoningen, Ferdinand (1928–2003), niederländischer Romanist und Avantgardeforscher
- Drijver, Anna (* 1983), niederländische Schauspielerin, Modell, Schriftstellerin und SängerinAnna Drijver (* 1983)

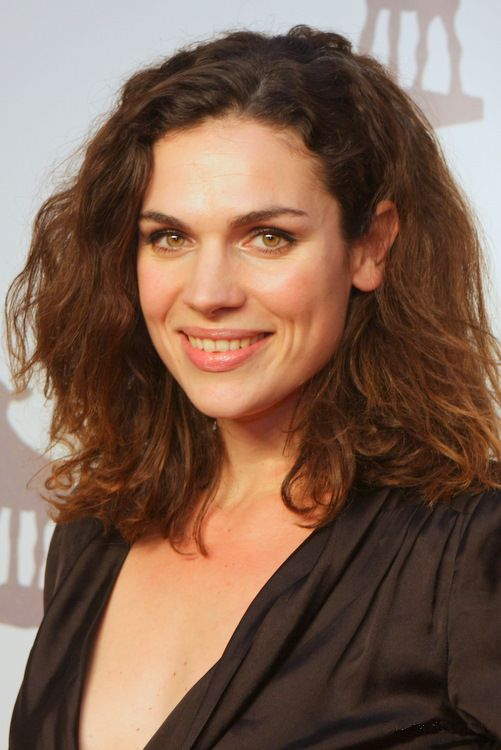
Anna Drijver (* 1983)

- Drijver, Bertold (* 2003), ungarischer Radsportler
- Drijver, Han (1927–1986), niederländischer Hockeyspieler

### Dril
- Drilhon, Monique (1922–2019), französische Sprinterin
- Drill, Auguste (* 1887), österreichisches Opfer der Shoa
- Drill, Johann Valentin (1836–1908), Abgeordneter des Provinziallandtages der Provinz Hessen-Nassau
- Drill, Wilhelm (1873–1942), österreichischer Arzt, der vom NS-Regime aufgrund seiner jüdischen Abstammung ermordet wurde
- Driller, Martin (* 1970), deutscher Fußballspieler
- Drillon, Gordie (1913–1986), kanadischer Eishockeyspieler
- Drilo, Danijel (* 1970), kroatischer Organist und Pianist
- Drilon, Franklin (* 1945), philippinischer Politiker und Rechtsanwalt

### Drim
- Drîmbă, Ion (1942–2006), rumänischer Fechter und Olympiasieger
- Drimborn, Johann von, deutscher Schöffe und Bürgermeister der Freien Reichsstadt Aachen
- Drimmel, Heinrich (1912–1991), österreichischer Jurist, Publizist und Politiker (ÖVP), Landtagsabgeordneter

### Drin
- Drinan, Connor (* 1989), US-amerikanischer Pokerspieler
- Drinan, Robert (1920–2007), US-amerikanischer Politiker, Geistlicher und Hochschullehrer
- Drinčić, Miloš (* 1999), montenegrinischer Fußballspieler
- Drinčić, Nikola (* 1984), montenegrinischer Fußballspieler
- Drinčić, Zdravko (* 1972), jugoslawischer Fußballspieler
- Drinda, Horst (1927–2005), deutscher Schauspieler und Regisseur
- Drinda, Lea (* 2001), deutsch-spanische Fernsehschauspielerin
- Drinfeld, Vladimir (* 1954), ukrainischer Mathematiker
- Dring, Rowena (* 1970), britische Künstlerin
- Dringelis, Juozas (1935–2015), litauischer Politiker
- Dringelstein, Jürgen (* 1946), deutscher Fußballspieler
- Dringenberg, Bodo (* 1947), deutscher Krimiautor und Literat
- Dringenberg, Heinrich (1630–1687), deutscher Philosoph, Schulleiter und Bibliothekar
- Dringenberg, Katja (* 1961), deutsche Filmeditorin und Filmregisseurin
- Dringenberg, Ludwig (1410–1477), deutscher Pädagoge, Humanist und Kleriker
- Dringenberg, Ralf (* 1960), deutscher Designer
- Dringenberg, Volker (* 1972), deutscher Rechtsanwalt und Politiker (AfD)Volker Dringenberg (* 1972)

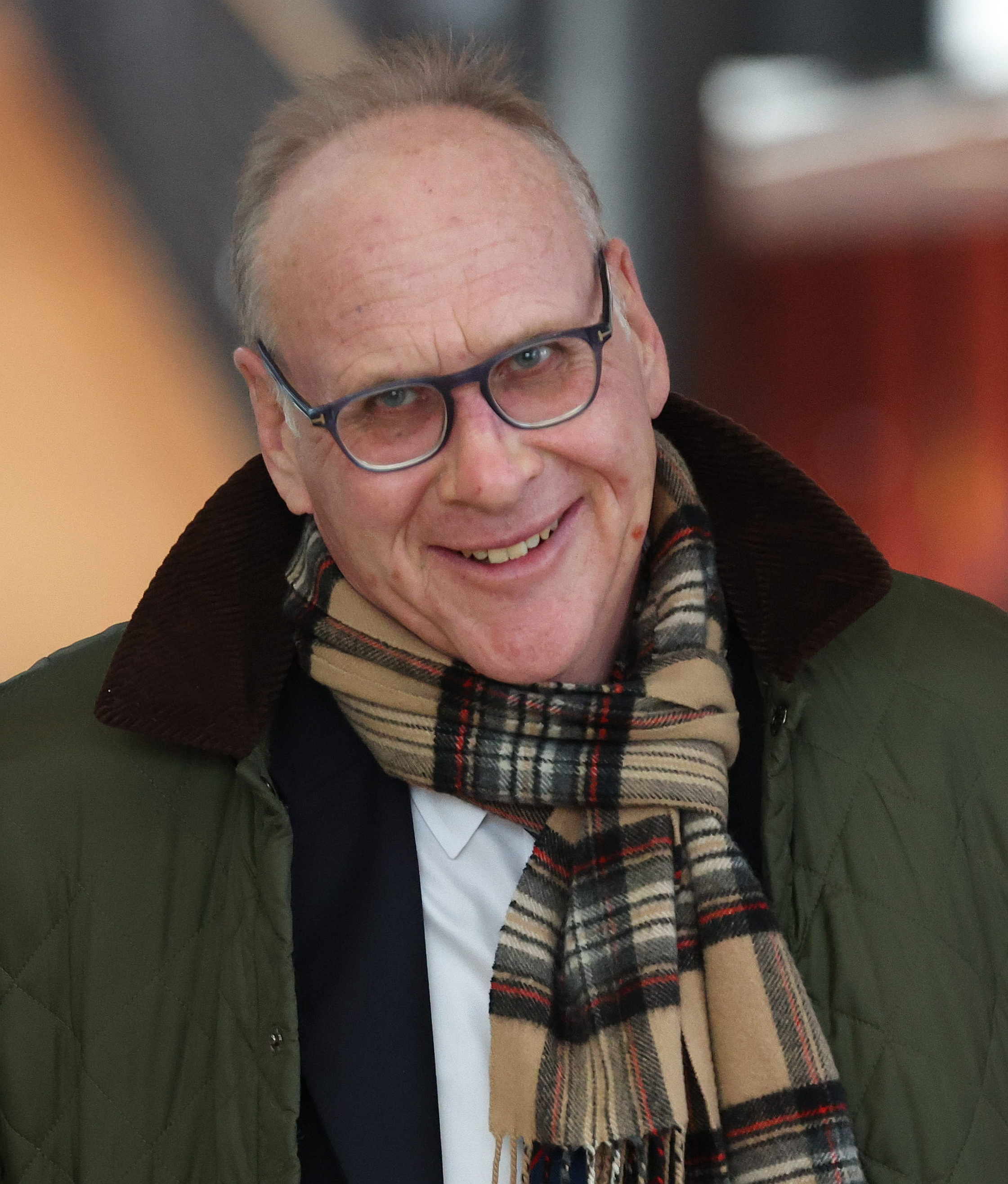
Volker Dringenberg (* 1972)

- Dringo, Mihai (* 2001), rumänischer Sprinter
- Drinhausen, Wilhelm (1821–1875), deutscher Maler und Zeichenlehrer
- Drini (* 1993), Schweizer Rapper
- Drinkell, Kevin (* 1960), englischer Fußballspieler und -trainer
- Drinker, Philip (1894–1972), US-amerikanischer Erfinder
- Drinker, Sophie (1888–1967), US-amerikanische Musikwissenschaftlerin
- Drinkhall, Joanna (* 1987), britische Tischtennisspielerin
- Drinkhall, Paul (* 1990), britischer Tischtennisspieler
- Drinkuth, Felix (* 1994), deutscher Fußballspieler
- Drinkwater, Carol (* 1948), britische Schauspielerin und AutorinCarol Drinkwater (* 1948)

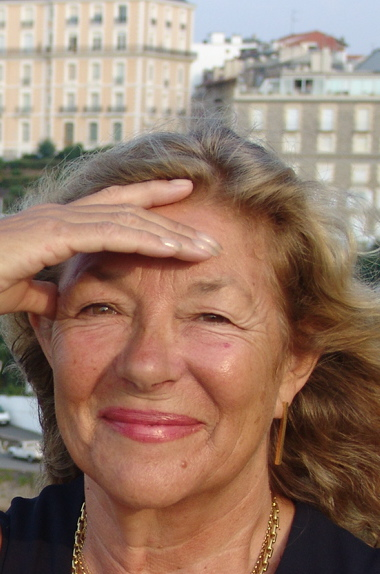
Carol Drinkwater (* 1948)

- Drinkwater, Danny (* 1990), englischer Fußballspieler
- Drinkwater, John (1882–1937), englischer Schriftsteller
- Drinkwater, Ros (* 1944), britische Schauspielerin, Tänzerin und Fotojournalistin
- Drinkwelder, Franz (1796–1880), österreichischer Mediziner und Mitglied der Frankfurter Nationalversammlung
- Drinneberg, Hans (1852–1931), Glasmaler und Kunstsammler
- Drinnenberg, Julia (* 1949), deutsche Zeichnerin, Karikaturistin, Illustratorin und Autorin von Comics
- Drinnenberg, Konrad August (1857–1942), deutscher Jurist und Mitglied des Preußischen Abgeordnetenhauses
- Drinovec, Mitja (* 1996), slowenischer Biathlet
- Drinow, Marin (1838–1906), bulgarischer Aufklärer, Historiker und Linguist

### Drio
- Drioli, Anton (1943–2020), österreichisch-italienischer Grafiker und Maler
- Drion, Frans (1874–1948), niederländischer Autor und Anarchist
- Drioton, Étienne (1889–1961), französischer katholischer Geistlicher und Ägyptologe
- Driouch, Hamza (* 1994), katarischer Mittelstreckenläufer marokkanischer Herkunft

### Drip
- Drippe, Eugen (1873–1906), deutscher Bildhauer
- DripReport, YouTuber und Name seines Kanals

### Dris
- Dris, Yucef (* 1945), algerischer Journalist, Dichter und Prosa-Autor
- Drisbioti, Antigoni (* 1984), griechische Geherin und Leichtathletin
- Drischel, Hans (1915–1980), deutscher Arzt, Physiologe und Biokybernetiker
- Drischenko, Fjodor Kirillowitsch (1858–1922), russischer Hydrograph
- Drischner, Max (1891–1971), deutscher Komponist, Kantor, Organist und Cembalist
- Driscoll, Agnes Meyer (1889–1971), US-amerikanische Kryptoanalytikerin
- Driscoll, Alfred E. (1902–1975), US-amerikanischer Politiker
- Driscoll, Bobby (1937–1968), US-amerikanischer KinderdarstellerBobby Driscoll (1937–1968)

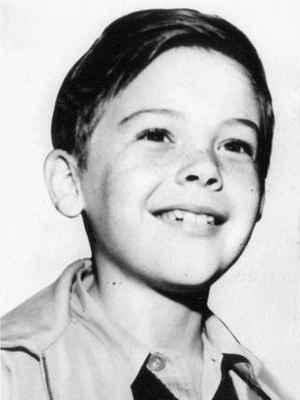
Bobby Driscoll (1937–1968)

- Driscoll, Bridget (1851–1896), erster Mensch, der durch einen Verkehrsunfall starb, an dem ein Automobil beteiligt war
- Driscoll, Daniel A. (1875–1955), US-amerikanischer Politiker
- Driscoll, Denis J. (1871–1958), US-amerikanischer Jurist und Politiker
- Driscoll, James (* 1986), US-amerikanischer Cyclocross- und Straßenradrennfahrer
- Driscoll, Jean (* 1966), US-amerikanische Rollstuhlsportlerin
- Driscoll, Jim (1880–1925), britischer Boxer im Federgewicht
- Driscoll, Jim (* 1965), US-amerikanischer Hammerwerfer
- Driscoll, Justin Albert (1920–1984), US-amerikanischer Geistlicher, Bischof von Fargo
- Driscoll, Kermit (* 1956), US-amerikanischer Jazzbassist
- Driscoll, Loren (1928–2008), US-amerikanischer Sänger und lyrischer Tenor
- Driscoll, Mark (* 1970), US-amerikanischer evangelikaler Theologe, Pastor, Gemeindegründer, Buchautor und Referent
- Driscoll, Mary Anne (* 1950), US-amerikanische Jazz-Pianistin und Sängerin
- Driscoll, Michael E. (1851–1929), US-amerikanischer Politiker
- Driscoll, Michael Patrick (1939–2017), US-amerikanischer Geistlicher, römisch-katholischer Bischof von Boise City
- Driscoll, Paddy (1895–1968), US-amerikanischer American-Football-Spieler, -Trainer und Baseballspieler
- Driscoll, Pat (1900–1983), britischer Autorennfahrer
- Driscoll, Phil (* 1947), US-amerikanischer Sänger, Songwriter, Trompeter und Musikproduzent
- Driscoll, Rebekah (* 1980), US-amerikanische Komponistin
- Driscoll, Robin (* 1951), britischer Schauspieler und Drehbuchautor
- Driskell, David C. (1931–2020), US-amerikanischer Künstler und Kunsthistoriker
- Driskill, Ogden (* 1959), US-amerikanischer Politiker (Republikaner)
- Drisler, Henry (1818–1897), US-amerikanischer Klassischer Philologe
- Driss, Hichem (* 1968), tunesischer Fotograf
- Drissi, Yasmina (* 2001), spanische Schauspielerin
- Drißner, Gerald (* 1977), österreichischer Journalist und Sachbuchautor

### Drit
- Drittenpreis, Peter-Joseph (1841–1912), Moskauer Architekt
- Dritter falscher Dmitri († 1613), Prätendent auf den Zarenthron

### Driu
- Driukas, Artūras (* 1961), litauischer Richter
- Driussi, Sebastián (* 1996), argentinischer Fußballspieler
- Driutti, Eugenio (* 1949), italienischer Medailleur

### Driv
- Drivas, Dimitrios, griechischer Schwimmer, Matrose
- Drive, Lucy (* 1982), britische Schauspielerin, Synchronsprecherin, Drehbuchautorin und Filmschaffende
- Driver, Adam (* 1983), US-amerikanischer SchauspielerAdam Driver (* 1983)

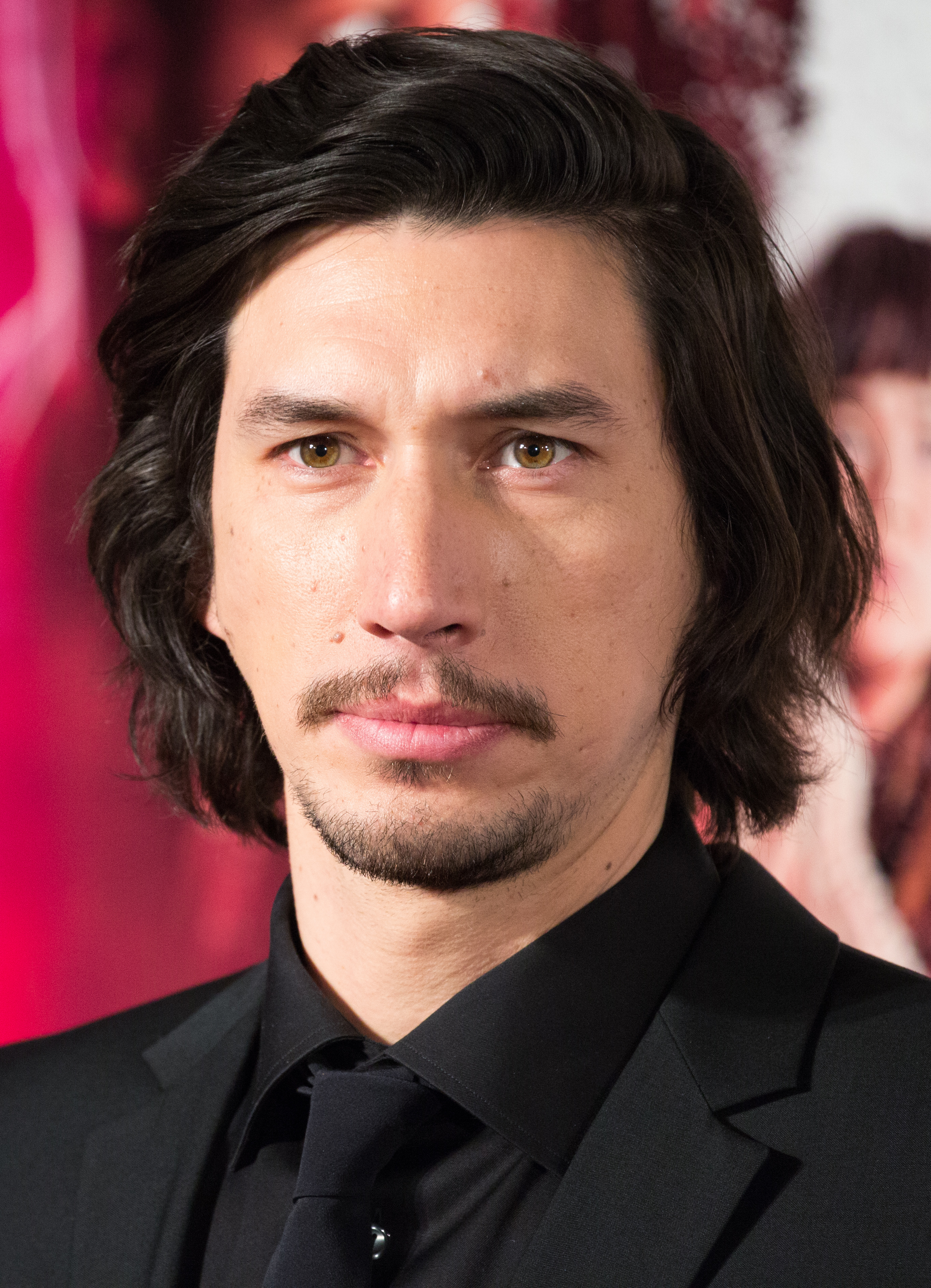
Adam Driver (* 1983)

- Driver, Betty (1920–2011), britische Sängerin und Schauspielerin
- Driver, Bruce (* 1962), kanadischer Eishockeyspieler
- Driver, Charles Henry (1832–1900), englischer Architekt
- Driver, Danny (* 1977), englischer Pianist
- Driver, Donald (* 1975), US-amerikanischer American-Football-Spieler
- Driver, Franz (1863–1943), deutscher Jurist und Politiker (Zentrum)
- Driver, Julia (* 1961), Philosophin und Hochschullehrerin
- Driver, Marcell (1852–1912), deutscher Jurist und Politiker (Zentrum)
- Driver, Marcell (1866–1952), deutscher Reichsgerichtsrat
- Driver, Minnie (* 1970), britisch-US-amerikanische Schauspielerin und SängerinMinnie Driver (* 1970)

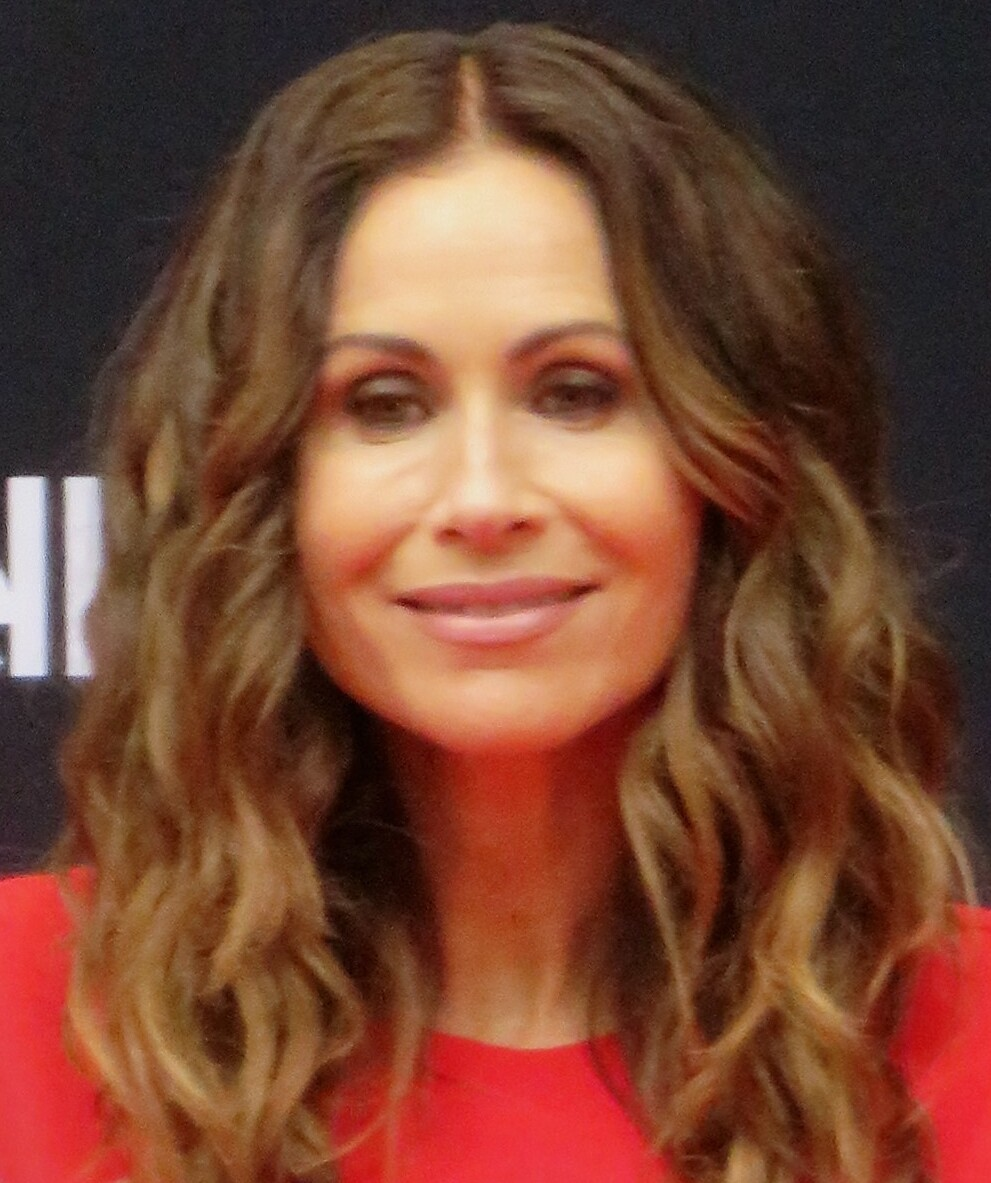
Minnie Driver (* 1970)

- Driver, Paddy (* 1934), südafrikanischer Autorennfahrer
- Driver, Peter (1932–1971), britischer Langstreckenläufer
- Driver, Sara (* 1955), US-amerikanische Schauspielerin, Regisseurin, Drehbuchautorin und Filmproduzentin
- Driver, William J. (1873–1948), US-amerikanischer Politiker
- D’Rivera, Paquito (* 1948), kubanischer Jazzklarinettist und -saxophonist

### Driz
- Dřížďal, František (* 1978), tschechischer Fußballspieler
- Drízhalová, Zuzana (1975–2011), tschechische Schauspielerin
- Drizners, Jarrad (* 1999), australischer Radrennfahrer